# ختم رئيس الولايات المتحدة
يتم استخدام ختم رئيس الولايات المتحدة للمراسلات من الرئيس الأمريكي إلى الكونغرس في الولايات المتحدة، و يستخدم أيضا كرمز للرئاسة. تم اتخاذه من ختم الولايات المتحدة العظيم، ويظهر أيضا على علم الرئيس.